# Возвращение (фонд)
Фонд поддержки исторических традиций «Возвращение» — российская общественная организация, которая, согласно утверждениям на её официальном сайте, ставит своей целью «возвращение России к нравственным, историческим, общественным, человеческим и иным ценностям, безосновательно отвергнутым в результате советского периода истории России» (дословная цитата).

## История
Учредительное собрание общественного проекта «Возвращение» состоялось 27 декабря 2006 года в Фонде славянской письменности и культуры в Москве по инициативе публициста Юрия Бондаренко. В завершение собрания была озвучена мысль о том, что все собравшиеся в зале отныне становятся членами общественного комитета по возвращению российским городам и улицам их исторических названий и обязуются прилагать все усилия во имя обозначенной цели.
С первых же дней работы движение получило благословение митрополита Вятского и Слободского Хрисанфа. При создании организации было объявлено о её непартийном характере, что не исключало возможности сотрудничества с различными партиями и организациями по конкретным вопросам.
В июне 2009 года Юрий Бондаренко констатировал: «Удалось сделать главное — вернуть эту тему в обиход общественной жизни, что признают и наши противники, среди которых есть и коммунисты, и либералы. Возвращение названий мы ввели в повестку дня, создав благоприятную среду».
В феврале 2010 года движение было преобразовано в некоммерческую организацию Фонд поддержки исторических традиций «Возвращение» и официально зарегистрировано в Министерстве юстиции Российской Федерации.

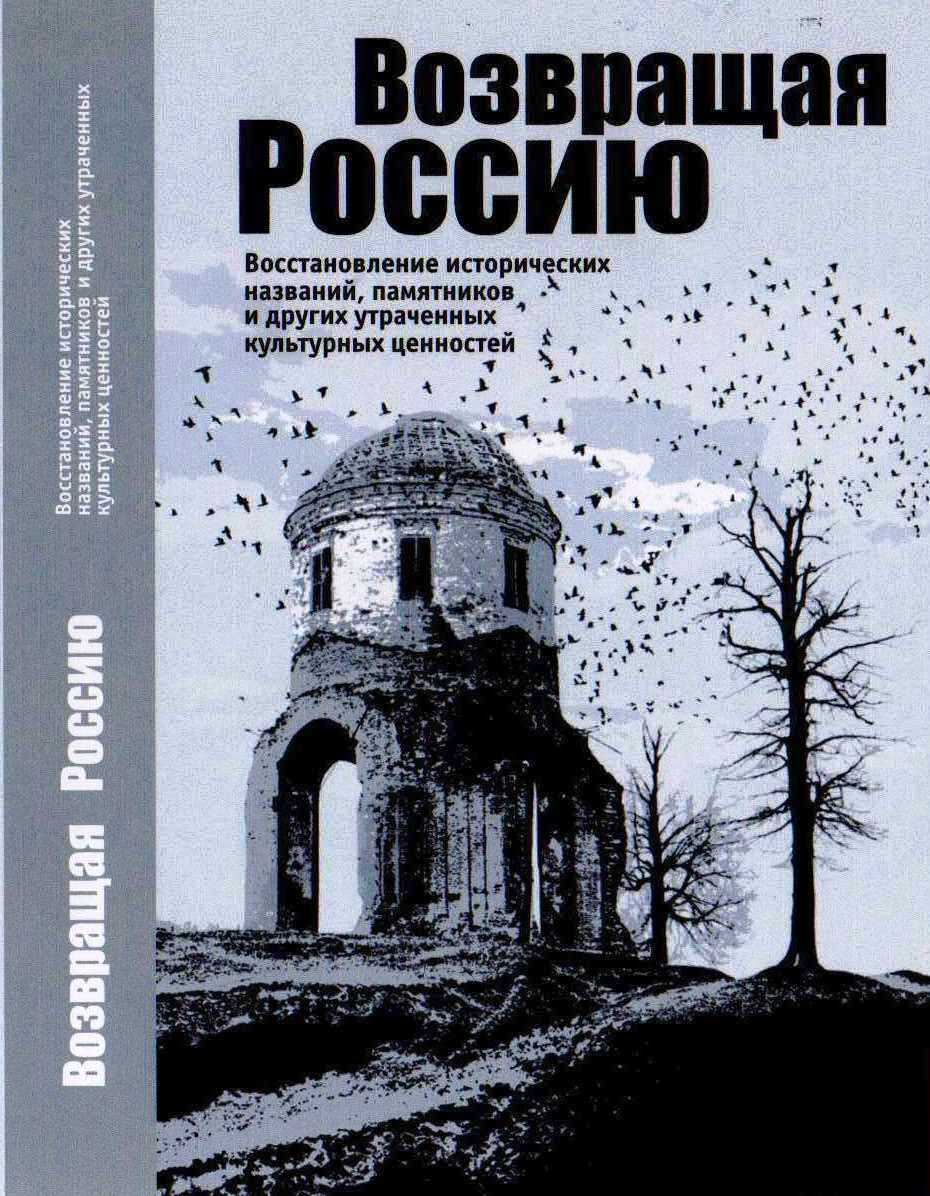
Обложка сборника «Возвращая Россию», 2013 год

В 2013 году под эгидой Фонда выпущен сборник «Возвращая Россию», в котором приводятся исторические, культурологические, нравственные и правовые основания для возвращения утраченных исторических названий и для устранения пропаганды террористов и организаторов коммунистического террора в названиях городов и улиц. Соавторами сборника является ряд известных государственных и общественных деятелей, как-то: министр культуры России Владимир Мединский, протодиакон Андрей Кураев и пр.

## Цели
Цель фонда — продолжение работы великого русского учёного Дмитрия Сергеевича Лихачёва по возвращению улицам и городам России исторических названий. В первую очередь члены фонда добиваются возвращения исконных названий улицам, на которых находятся действующие православные храмы. По мнению президента фонда Юрия Бондаренко: «Нельзя мириться с тем, что восстающие из руин святыни находятся на улицах, носящих имена ярых гонителей Церкви — Ленина, Свердлова, Урицкого и тому подобных деятелей».
Фонд стремится деидеологизировать топонимику России, вернув названиям улиц городов их первоначальную функцию — служить ориентирами в пространстве, а не памятниками различным политическим деятелям. Так же фонд активно поддерживает восстановление уничтоженных или повреждённых за годы советской власти архитектурных сооружений, памятников, символов.

## Учредители
- Дормидонтов, Вадим Сергеевич[5], публицист, бывший председатель Комиссии Моссовета по наименованиям
- Марков, Сергей Александрович[5], кандидат политических наук, профессор МГИМО
- Мединский, Владимир Ростиславович, доктор политических наук, профессор МГИМО, бывший министр культуры Российской Федерации, член генерального совета партии «Единая Россия»
- Мультатули, Пётр Валентинович[5], историк, публицист, кандидат исторических наук
- Никифоров, Евгений Константинович[5], председатель православного братства «Радонеж», директор радиостанции «Радонеж».
- Петров, Даниил Викторович[5], юрист, вице-президент фонда
- Силовьев, Владимир Андреевич[5], протоиерей, глава Издательства Московской Патриархии
- Степанов, Анатолий Дмитриевич[5] публицист, писатель, главный редактор интернет-портала «Русская народная линия»
- Ципко, Александр Сергеевич[5], политолог, доктор философских наук
- Чавчавадзе, Елена Николаевна[5], вице-президент Российского фонда культуры

## Члены фонда
- Алекаев, Александр Николаевич, координатор информационного агентства «Русская линия»
- Ананьина, Галина Васильевна, предприниматель, сопредседатель Союза православных женщин
- Бойко-Великий, Василий Вадимович, предприниматель, глава ОАО «Русское молоко»
- Бондаренко, Юрий Константинович, публицист, президент фонда
- Власов, Дмитрий Владимирович, главный редактор агентства религиозной информации «Благовест-инфо»
- Волков, Сергей Владимирович, доктор исторических наук, профессор ПСТГУ
- Горбаневский, Михаил Викторович, доктор филологических наук, профессор РУДН, академик РАЕН
- Ефимов, Олег Владимирович, ответственный секретарь Всемирного Русского Народного Собора
- Захаров, Алексей Николаевич, предприниматель, президент компании «SuperJob»
- Зелинская, Елена Константиновна, журналист, вице-президент общероссийской общественной организации работников СМИ «МедиаСоюз»
- Исаев, Андрей Константинович, депутат Государственной Думы, член генерального совета партии «Единая Россия»
- Кравчук, Андрей Юрьевич, кинорежиссёр
- Крутов, Александр Николаевич, президент Международного фонда славянской письменности и культуры
- Лавров, Владимир Михайлович, доктор исторических наук, заместитель директора по науке Института Российской истории РАН
- Лебедев, Валентин Владимирович, глава Союза православных граждан, журналист, публицист
- Смирнов, Димитрий Николаевич, протоиерей, председатель Синодального отдела по взаимодействию с вооружёнными силами и правоохранительными учреждениями Московской Патриархии
- Суздальцев, Андрей Иванович, заместитель декана факультета мировой экономики и мировой политики ГУ ВШЭ
- Филипп (Рябых), игумен, заместитель председателя ОВЦС Московской патриархии
- Чубайс, Игорь Борисович, доктор философских наук, политолог
- Шевченко, Максим Леонардович, журналист, руководитель Центра стратегических исследований религии и политики современного мира

## Наиболее громкие инициативы
- Предложение переименовать Ленинградскую и Свердловскую области[6]
- Предложение вернуть исторические названия Кирову (Вятке), Ульяновску (Симбирску), Краснодару (Екатеринодару) и ряду других городов[7]
- Предложение переименовать станцию московского метрополитена «Войковская» в «Петербургскую»[8]
- Предложение вернуть Ленинградскому вокзалу Москвы историческое название «Николаевский»[9]
- Предложение вернуть двуглавых орлов на кремлёвские башни взамен звёзд[10]

Фонд составил список населённых пунктов России, а также улиц Москвы, Санкт-Петербурга, Нижнего Новгорода и целого ряда других городов, которым, по мнению членов фонда, необходимо вернуть исторические названия или заменить идеологизированные советские названия на нейтральные.

## Достижения
Благодаря информационной и организационной поддержке фонда удалось добиться следующих результатов:
- Платформе Володарская в Санкт-Петербурге возвращено историческое название Сергиево[11][12]
- Железнодорожные станции Горький-Московский, Горький-Сортировочный, Горький-Автозавод, Свердловск-Пассажирский, Свердловск-Сортировочный и Свердловск-Товарный переименованы в Нижний Новгород-Московский, Нижний Новгород-Сортировочный, Нижний Новгород-Автозавод, Екатеринбург-Пассажирский, Екатеринбург-Сортировочный и Екатеринбург-Товарный соответственно[13][14][15]
- Площади Революции в Твери возвращено историческое название Соборная[16]
- Улицам Кирова и Красноармейской в Тутаеве (Романов-Борисоглебске) возвращены исторические названия Романовская и Крестовоздвиженская[17]
- Большевистской улице в Перми возвращено историческое название Екатерининская[18][19]
- Архиерейский собор Русской православной церкви 2 февраля 2011 года включил в свой официальный документ «О мерах по сохранению памяти новомучеников, исповедников и всех невинно от богоборцев в годы гонений пострадавших» неоднократно озвученное в прессе предложение фонда[20] о недопустимости прославления в названиях городов и улиц имён лиц, запятнавших себя в преступлениях против невиновных людей:

«5. … Необходимо продолжать диалог с государством и разъяснительную работу в обществе для того, чтобы в названиях улиц и населённых пунктов не возвеличивались имена лиц, ответственных за организацию преследований и уничтожения неповинных людей, в том числе пострадавших за веру».
- Проспект Карла Маркса в Великом Новгороде переименован в Воскресенский бульвар (историческое название — Воскресенский проспект)[22][23]